# 皮迪拉克
皮迪拉克（法語：Puy-du-Lac，法語發音：[pɥi dy lak]）是法国滨海夏朗德省的一个市镇，位于该省中部，属于圣让当热利区。

## 地理
皮迪拉克（45°57'4"N, 0°45'13"W）面积14.6 平方千米，位于法国新阿基坦大区滨海夏朗德省，该省份为法国西部滨海省份，北起旺代省，西临大西洋，南至吉倫特省，东南接多爾多涅省，东北接德塞夫勒省接壤，东临夏朗德省。
与皮迪拉克接壤的市镇（或旧市镇、城区）包括：阿尔尚热、尚多朗、大圣库唐、托奈布托讷。

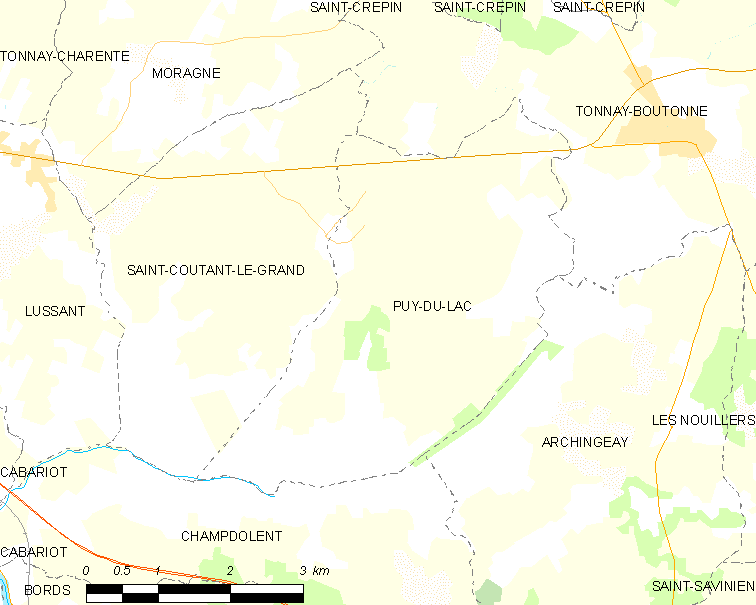
皮迪拉克的OSM定位图

皮迪拉克的时区为UTC+01:00、UTC+02:00（夏令时）。

## 行政
皮迪拉克的邮政编码为17380，INSEE市镇编码为17292。

## 政治
皮迪拉克所属的省级选区为圣让当热利县。

## 人口

1962-2008年间皮迪拉克人口变化图示

皮迪拉克于2022年1月1日时的人口数量为521人。